# Loïc Godener
Pas d'image ? Cliquez ici

a Compétitions nationales et continentales officielles uniquement.

Dernière mise à jour le 27 août 2023.
Loïc Godener, né le 13 août 1995 à Nanterre, est un joueur français de rugby à XV. Il évolue principalement au poste de troisième ligne centre au sein d'Oyonnax rugby en Pro D2

## Biographie
Loïc Godener commence le rugby à XV en mini-poussin jusqu'en minime au Clamart Rugby 92. Il part ensuite au PUC, au Stade français puis au Racing Métro 92, avec lequel il est champion de France Espoirs en 2015.
En 2017, il signe un contrat espoir de deux ans avec le FC Grenoble, avec lequel il remporte le barrage d'accession au Top 14 en 2018 grâce à sa victoire 47 à 22 sur US Oyonnax. Le même mois,il renouvelle son contrat qui le lie désormais jusqu'en 2021 avec le FC Grenoble,.
Le 10 novembre 2018, il dispute son premier match avec les Barbarians français contre les Tonga,.
En 2019, il signe un contrat de trois saisons, avec le Stade français contre une clause de libération au club du FC Grenoble estimée à 300 000 euros.
Lors de l'été 2022, il fait son départ du Stade français et rejoint l'ASM Clermont Auvergne.
Après seulement une saison où il n'est pas entré dans les plans des différents staffs clermontois, il fait son départ du club et signe pour le promu Oyonnax rugby.

## Style de jeu
Loïc Godener dit de lui qu'il a des lacunes en touche et qu'il n'est pas un bon sauteur ; il essaye de plaquer, de gratter et de porter le ballon pour compenser. Il est très efficace au sol pour gratter les ballons. Son nom est régulièrement évoqué pour remplacer Louis Picamoles en équipe de France.

## Palmarès

### En club
- Championnat de France de Pro D2 :
  - Vice-champion (1) : 2018 avec le FC Grenoble
- Barrage d'accession au championnat de France de Top 14 :
  - Vainqueur (1) : 2018 avec le FC Grenoble
  - Finaliste (1) : 2019 avec le FC Grenoble